# 托尔纳沃斯
托尔纳沃斯，是西班牙加泰罗尼亚莱里达省的一个市镇。 总面积20平方公里，总人口796人（2001年），人口密度40人/平方公里。